# 웨버피아노
웨버피아노(Weberpiano 또는 Albert Weber)는 1828년 7월8일 독일의 바바리아(Barvaria. Germany)지방에서 태어난 당시 연주가인 알버트웨버가 1844년 미국으로 건너가 1852년, White St, New York 에 처음 자신의 이름으로 피아노샵을 오픈한 고급 피아노 브랜드이다.

## 역사
1852년부터 1860년 초반까지는 풀 콘서트 그랜드 피아노와 스퀘어(Square) 그랜드 피아노 모델만을 미국 동부의 상류층을 대상으로 판매하였다. 1869년 362 5th Ave, New York 에 대규모 Wareroom을 준공하며. 상류사회에서의 우수한 평가와 함께 알버트웨버는 전 세계 음악 거장들과의 친분이 시작된다.
웨버 그랜드 피아노의 당시 금액은 무려 1,400$로 빅토리아 시대(1837 ~ 1901)의 대저택 금액이어서 상류층과 귀족 이외에는 구입이 불가능하였다.
웨버피아노의 선진화된 기술은 전 세계에서 명성을 높이게 되어 필라델피아 세계 박람회 (Philadelphia World's Fair 1876)에서 은메달을 수상하게 된다. 이후 런던 세계박람회 (1887) 파리 세계 박람회 (1989)에서도 메달을 수상하여 전 세계적인 피아노 브랜드로 성장하게 된다.
웨버피아노는 빅토리아 시대(1837 ~ 1901) 많은 전 세계 유명 음악가들이 사용하는 피아노로 유명해지면서 본격적인 엔도서(Endorser)개념을 도입한 최초의 악기라 볼 수 있다. 오페라 역사상 최고의 기획자로 불리는 제임스 메이플슨 대령 (1830 ~ 1901 영국) 은 자신의 메이플슨 극단 8년 장기 미국공연과 극단 전용 피아노로 웨버 피아노를 선택하여 이 극단이 낳은 최고의 Prima Donna 인 AIDA의 주인공 파올리나 로시니 (Paolina Rossini)와 스웨덴이 낳은 세계적 소프라노이자 제2의 제니린드로 불리는 크리스틴 닐슨, 최고의 테너 이탈로 캄파니니 (Italo Campanini 1845-1896)는 웨버피아노만 사용하여 공연을 하였다.
폴란드가 낳은 세계적인 피아니스트이자 만루, 교향곡 b단조의 작곡가, 폴란드의 초대 총리를 지낸 파데레프스키 (Ignacy Paderewski 1860 ~ 1941)와 거장 프란츠 리스트의 최고 문하생이자 jorge Bolet의 스승이었던 세계적인 피아니스트 모리츠 로젠탈 (Moriz Rosenthal 1862 ~ 1946)은 유명한 Papillons (나비) 등과 같은 소품집 작곡과 미국 투어 등 유명 연주회에는 오직 웨버피아노만 사용하였다.
1883년 10월 개관한 유럽 및 전 세계 오페라계의 최고 상징 뉴욕 메트로폴리탄 오페라극장 (현재 링컨센터의 전신)에 공식 설치되었던 피아노는 바로 웨버피아노였으며, 2011년 현재 링컨센터 데이비드코크 극장(David. Koch)에도 웨버 피아노가 공식 사용되고 있다.
19세기 말부터 20세기 중반까지 전 세계적으로 웨버 피아노의 명성이 최고조에 달하여,서유럽, 북유럽의 왕실 공식 납품 피아노로 선정, “왕실의 피아노”라는 별칭으로 온 유럽에 퍼지게 된다. 먼저 스페인 국왕 알폰소 13세 (Alfonso XIII, 1886.5.17 ~ 1941.2.28)는 자신의 마드리드 왕궁에 웨버 피아노를 왕실 공식피아노로 지정하였다. 또 당시 교황인 비오10세(Pope Pius X 1835 ~ 1914)는 성스런 사도궁 (apostolic palace)에 웨버 Parlor Grand 피아노를 개인용도로 구입하여 오랜기간 사용하였다. 이 후 교황인 비오11세(Pope Pius XI 1857 ~ 1939)는 교황청 공식 피아노로 웨버피아노를 지정하게 된다. 온 유럽에는 웨버피아노의 명성이 더욱 드높아져, 영국, 웨일스, 프랑스, 이탈리아, 벨기에, 스웨덴의 왕실에서 웨버피아노를 공식 지정 피아노로 선택한다.
1903년부터 공동 브랜드 운영으로 인연을 맺었던 당시 대형 자본과 유통력을 보유한 에올리언 피아노 그룹 (Æolian Co. Aeolian-American Co. 1932년 아메리칸 피아노社 AMPICO와 통합)과 1930년 공식 합병 계약을 체결하며 Chickering and Sons, George Steck , Knabe 등 20여개 브랜드를 보유한 세계최대의 피아노 그룹내 최고급이자 대표 브랜드 (Flag ship Brand)로 활약하게 된다. 당시 경쟁브랜드로는 Steinway & Sons Co를 지목하며, 고가 프리미엄 정책을 유지하였다.
에올리언 피아노社의 경영 이후 전 세계에는 웨버 Parlor(가정용) 그랜드 피아노와 현재는 자동피아노의 대명사가 된 피아놀라 (pianola. 원래는 에올리언 피아노社의 자동피아노 브랜드명)가 웨버 브랜드로 발매되어 전 세계에서 빅히트를 기록하였다.
에올리언 社의 일반 피아놀라 피아노의 가격은 650$ 정도였지만 웨버 피아놀라 피아노는 무려 1,000$정도로 상당한 고가였지만 주문 후 3개월 이상 기다려야 할 정도로 폭발적인 인기를 끌었다.
당시 웨버 피아놀라 피아노는 대영제국의 엘리자베스 여왕과 독일의 빌헬름 2세 (Wilhelm II, 1859.1.27 ~ 1941.6.4)가 구입하여 상당히 오랜 기간 애장품으로 보유하였고, 이탈리아의 독재정치가 베니토 무솔리니 (1883-1945)는 개인용도로 웨버 Parlor 그랜드 피아노를 구입하였다. 세계적인 홍차브랜드로 알려진 립톤의 창시자 토머스 립톤(Sir Thomas Johnstone Lipton 1848 ~ 1931)은 스페인 여왕의 결혼 선물로 웨버 피아노를 선물하였을 정도니 당시 특권층에게 웨버 피아노의 위치를 가늠케 하는 것이었다.
1970년대 들어 대중적인 저가의 양산브랜드로의 시장개편에 의하여 유럽의 왕실과 귀족들, 상류층들만을 대상으로 판매하였던 고가의 웨버피아노는 판매량이 감소하였으며, 1985년 에올리언 그룹의 파산과 함께 그룹내 최고 프리미엄 브랜드 웨버피아노는 분리되게 된다
1987년 대한민국의 영창악기에서 웨버피아노를 인수합병하여 웨버피아노만의 최고급 자재 사용과 전통 제조 방식 고수, 모델별 특성 유지를 적극적으로 받아들여 업라이트 모델과 그랜드 피아노 Parlor 와 Concert 사이즈까지의 모델들을 모두 그대로 복원하여 출시하게 된다.